# Condado de Sobradiel
El condado de Sobradiel es un título nobiliario español creado el 5 de junio de 1639 por el rey Felipe IV de España con el nombre de "condado de Las Almunias" a favor de Álvaro Celdrán de Bolea y Castro, señor de La Almunia y de Sobradiel. El año 1660 fue adquirido por el diputado y militar aragonés Sebastián Cavero y pasó a llamarse condado de Sobradiel. Usa las armas del linaje Cavero de Siétamo, que a su vez las heredaron de los Ahonés.
Su denominación hace referencia en el pueblo de Sobradiel (Zaragoza).

## Condes de Sobradiel
|                        | Titular                                           | Periodo                |
| Creación por Felipe IV | Creación por Felipe IV                            | Creación por Felipe IV |
| ---------------------- | ------------------------------------------------- | ---------------------- |
| I                      | Sebastián Cavero y Colás                          | 1660-1685              |
| II                     | Faustino-Cayetano Cavero y Cavero                 | 1685-                  |
| III                    | Matías Cavero y Sierra                            | -                      |
| IV                     | Joaquín-Cayetano Cavero y Pueyo                   | -                      |
| V                      | Joaquín-Matías Cavero y Fernández de Heredia      | -1809                  |
| VI                     | Joaquín-Florencio Cavero y Tarazona               | 1809-1876              |
| VII                    | Joaquín-Inocencio Cavero y Álvarez de Toledo      |                        |
| VIII                   | José-Ignacio Cavero y Alcíbar-Jáuregui            |                        |
| IX                     | María de Pilar Cavero y Alcíbar-Jáuregui          | -1970                  |
| X                      | María del Patrocinio Crespí de Valldaura y Cavero | 1970-1975              |
| XI                     | Sebastián Cavero y Crespí de Valldaura            | 1975-2020              |
| XII                    | María del Pilar Cavero y Crespi de Valldaura      | 2020-                  |